# Richard Horn (Gewerkschafter)
Richard Horn (* 10. Oktober 1890 in Leipzig; † 12. Februar 1947) war ein deutscher Techniker, Gewerkschaftsfunktionär und zweiter Vorsitzender des FDGB in Thüringen.

## Leben
Horn entstammte einer Leipziger Handwerkerfamilie. Sein Vater war Steindrucker. Nach dem Besuch der Volksschule erlernte er den Beruf des Werkzeugschlossers und arbeitete dann als Techniker. Von 1910 bis 1912 leistete er Militärdienst im kaiserlichen Heer und nahm von 1914 bis 1918 am Ersten Weltkrieg teil. Nach Kriegsende und Novemberrevolution arbeitete er ein Jahr wieder als Techniker und wurde 1920 in Frankfurt am Main hauptamtlicher Sekretär des Bundes technischer Angestellter und Beamten (BUTAB).
Nach dem Machtantritt der NSDAP verlor er sein Gewerkschaftsamt und arbeitete wieder als Techniker in Düsseldorf und Leipzig. 1944 wurde er als Soldat zur Wehrmacht einberufen, geriet in US-amerikanische Kriegsgefangenschaft, aus der er aber bereits im Juni 1945 entlassen wurde.
Als Deutschland von der NS-Herrschaft befreit war, trat er in die wieder gegründete Sozialdemokratische Partei Deutschlands (SPD) ein, für deren Parteiarbeit er in Sachsen tätig wurde. Im Herbst 1945 folgte er einem Ruf nach Thüringen und kam in die Leitung des Thüringer Freien Deutschen Gewerkschaftsbundes (FDGB), dessen zweiter Vorsitzender er mit dem Mandat der SPD wurde. 1946 war er Mitglied in der Sozialistischen Einheitspartei Deutschlands (SED) geworden. Er war auch Mitglied im SED-Landesvorstand Thüringen. Zugleich wurde er Mitglied des Bundesvorstands der Gewerkschaft. In Erfurt übernahm er den Vorsitz der städtischen Konsumgenossenschaft und wurde Vorsitzender der Sozialversicherungsanstalt Thüringens.